# Henrik Bjelke (forfatter)
 Der er flere personer med dette navn, se Henrik Bjelke.
Henrik Bjelke (født 8. august 1937 i Aarhus, død 9. februar 1993) var en dansk forfatter af modernistisk prosa. Blandt hans hovedværker er romanen Saturn (1974) og novellesamlingen Hundrede postkort fra Helvede (1980).
Han blev student fra Marselisborg Gymnasium i 1956. Han studerede fra 1956 til 1968 jura ved Københavns Universitet, men måtte efter 12 år opgive studierne. Under sine universitetsstudier modtog Henrik Kommunitetslegatet og boede på kollegiet Regensen i midten af 1960'erne og var Klokker i foråret 1964.
Han modtog i 1979 Herman Bangs Mindelegat og, som den første, Beatrice Prisen i 1984. Henrik Bjelke døde i 1993 af AIDS.

## Bøger om Henrik Bjelke
- Sytten postkort til Henrik Bjelke. Red. af Anders Juhl Rasmussen og Tue Kjerstein Kristensen (Forlaget Spring, 2008)